# Carlo Poerio
Carlo Poerio (Napoli, 13 ottobre 1803 – Firenze, 27 aprile 1867) è stato un patriota, avvocato e politico italiano.

## Biografia
Fratello di Alessandro Poerio e anch'egli esule, col padre Giuseppe, dopo i moti costituzionali del 1820, in Toscana, in Francia, nel Regno Unito.
Tornato a Napoli nel 1828, si dedicò all'avvocatura, acquistando grande fama.
Liberale moderato e quindi avverso ai moti mazziniani, fu tuttavia arrestato nel 1837, 1844 e 1847, ma sempre per breve tempo. Ai primi del 1848 ebbe parte notevole nelle agitazioni che portarono alla concessione della Costituzione e fu membro del governo costituzionale di Napoli, inizialmente come direttore generale della polizia (sostituendo il potente marchese Del Carretto) e poi ministro dell'istruzione. Si dimise dopo i fatti del 15 maggio, quando le tensioni fra il sovrano e il parlamento diedero origine a una controrivoluzione popolare, che egli deprecò, conservando tuttavia fiducia nella possibilità di un regime liberale con Ferdinando II di Borbone.
Restaurato nel 1849 il governo assoluto, fu arrestato il 19 luglio 1849 e detenuto nel bagno penale di Nisida,  con l'accusa di aderire alla setta Unità italiana, accusa che negò al processo che si concluse il 31 gennaio 1851 con la condanna a 24 anni di carcere duro (ai ferri), ma ne scontò soltanto 10 presso  le carceri di Ischia, Napoli, Montefusco e la torre sita in Montesarchio, subendo una forte debilitazione delle sue condizioni di salute fisica e mentale. Invitato a presentare domanda di grazia nel 1852, in quanto sua madre era morente si rifiutò di compiere tale gesto. Nel 1859 la sua pena detentiva gli venne commutata nella deportazione forzata negli Stati Uniti d’America.
La nave che lo trasportava in America con altri 67 prigionieri (tra cui Luigi Settembrini, Sigismondo Castromediano) fu dirottata in Irlanda (dal figlio di Settembrini), da dove poi riparò in Piemonte. Qui, circondato da grande autorità morale, prese parte attiva alla vita politica del nascente Regno d'Italia, sedendo anche alla Camera dei deputati nelle legislature dalla VII alla X. Re Vittorio Emanuele II lo nominò proprio luogotenente generale dell'Italia meridionale. Durante i suoi anni collaborò con eminenti avvocati ed ebbe corrispondenze con l'avvocato e letterato Alfonso Ridola. Poerio rifiutò il ministero offertogli da Cavour e si ritirò, deluso dalla scena politica, concludendo la sua vita in povertà. 
Morì a Firenze, nell'abitazione di Ferdinando Lopez Fonseca, patriota lucano e combattente durante la prima guerra di indipendenza. Poerio è sepolto in una imponente cappella del vecchio cimitero di Pomigliano d'Arco, inaugurata alla fine del XIX secolo,  riconosciuta dal 1930 dal re Vittorio Emanuele III monumento nazionale.

## Note

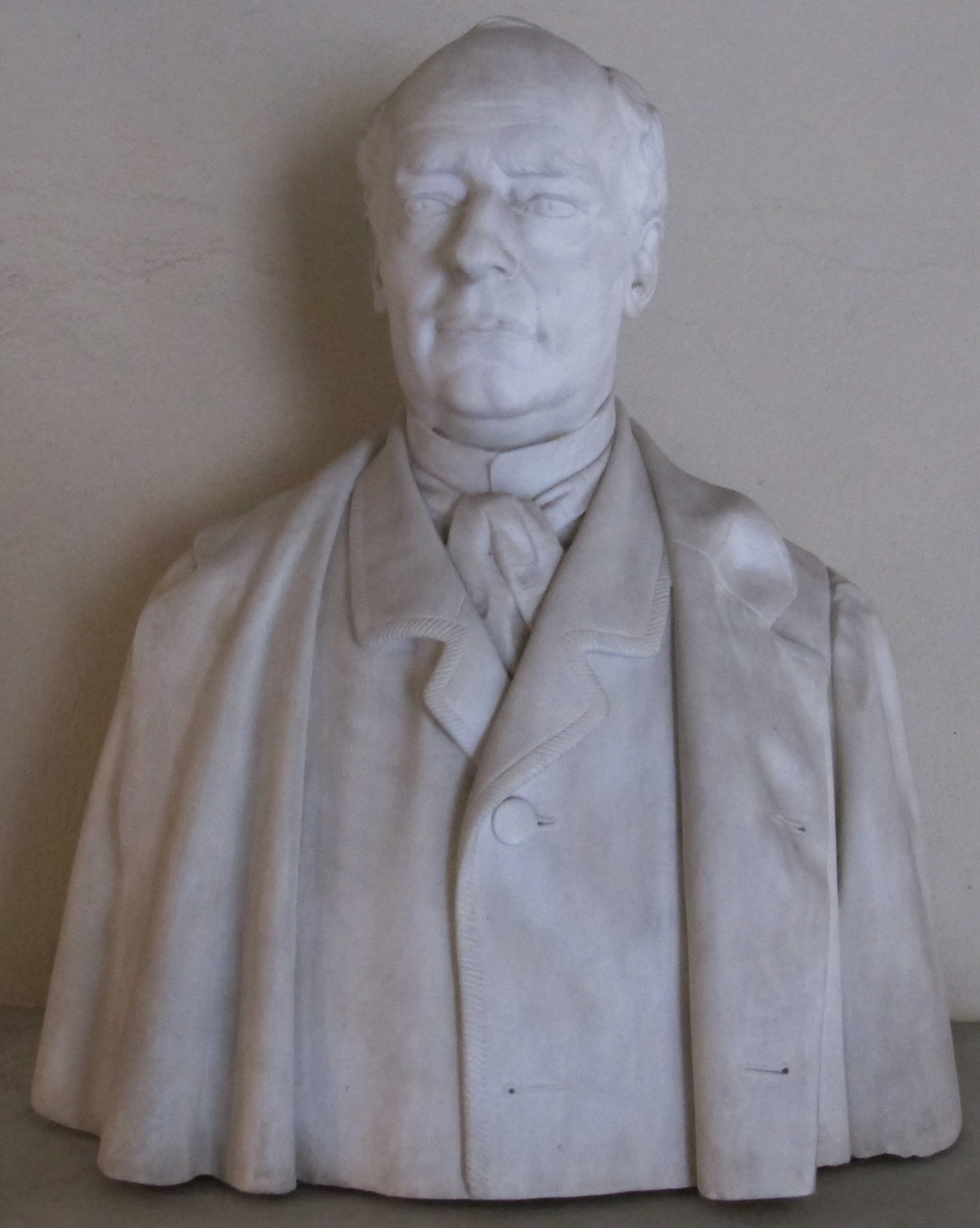
Il busto di Carlo Poerio custodito nella basilica fiorentina Santa Croce, scolpito da Giovanni Paganucci nel 1867-68.